# Žákava
Žákava település Csehországban, a Dél-plzeňi járásban. Žákava Milínov, Blovice, Vlčtejn, Nezvěstice, Šťáhlavy, Spálené Poříčí és Zdemyslice településekkel határos. Lakosainak száma 491 fő (2024. január 1.).

## Népesség
A település lakosságának változását az alábbi diagram mutatja:
| Lakosok száma | 509  | 513  | 560  | 537  | 395  | 403  | 462  | 479  | 475  | 491  |
|               | 1869 | 1900 | 1921 | 1961 | 1980 | 2011 | 2016 | 2019 | 2021 | 2024 |